# Аллилуева, Надежда Сергеевна
Наде́жда Серге́евна Аллилу́ева (9 (22) сентября 1901, Баку — 9 ноября 1932, Москва) — вторая жена  Иосифа Сталина. Член ВКП(б) с 1918 года.

## Биография

### Происхождение
Отец Надежды Аллилуевой, Сергей Яковлевич Аллилуев (1866—1945), был родом из крестьянской семьи села Рамонье Новохопёрского уезда Воронежской губернии. Он переехал на Кавказ и работал там в железнодорожном депо, где столкнулся с тяжёлыми условиями труда рабочих в Российской империи. Бабушка Сергея была цыганкой, чем его внучка, Светлана Аллилуева, объясняла «южные, несколько экзотичные черты лица» и «чёрные глаза», которые были семейной чертой Аллилуевых. Сергей вступил в Российскую социал-демократическую рабочую партию (РСДРП) в 1898 году и стал активным участником её рабочих кружков. На этих кружках он познакомился с Михаилом Калининым, одним из главных организаторов партии на Кавказе. Сергея арестовали и сослали в Сибирь, но к 1902 году он вернулся на Кавказ. В 1904 году он встретил Йозеба «Кобу» Джугашвили (позже известного как Иосиф Сталин), помогая ему перевезти печатный станок из Баку в Тифлис.
Мать Аллилуевой, Ольга Федоренко (1877—1951), была младшей из девяти детей Евгения Федоренко и Магдалены Айхольц. Дочь Аллилуевой, Светлана Аллилуева, написала в своих мемуарах, что у Евгения были украинские корни по отцовской линии, а его мать была грузинкой. Он вырос, говоря дома по-грузински. Магдалена происходила из семьи немецких переселенцев и дома говорила по-немецки и по-грузински. Отец Ольги сначала хотел, чтобы она вышла замуж за сына его друга, но та отказалась принять эти условия и ушла из дома в 14 лет, чтобы жить с Сергеем, воссоединившись с ним в Тифлисе.
Родными братьями Аллилуевой были советский военный деятель Павел Аллилуев и секретарь Сталина Федор Аллилуев. Старшая сестра Аллилуевой, Анна, была женой комиссара гозбезопасности СССР Станислава Реденса. Аллилуева была крестницей советского партийного деятеля Авеля Енукидзе.

### Детство
Надежда Сергеевна Аллилуева родилась в Баку 22 сентября 1901 года и была младшей из четырех детей в семье, родившись после Анны, Федора и Павла. Семья переехала в Москву в 1904 году, но вернулась в Баку к 1906 году. В 1907 году, чтобы избежать ареста, отец Аллилуевой Сергей перевёз семью в Санкт-Петербург. Там семья и осталась, часто помогая укрывать в своем доме большевиков, в том числе Сталина. Сергей Аллилуев работал на электростанции, а к 1911 году был назначен заведующим подстанцией, что позволило семье жить комфортной жизнью.
С детства варясь в атмосфере революционной деятельности, Аллилуева стала сторонницей большевизма уже в школе. Родители Аллилуевой часто принимали у себя дома членов партии, в том числе прятали у себя в доме Ленина во время июльских дней 1917 года. Это оказало влияние на развитие большевистских взглядов Аллилуевой, укрепив их. На смену Ленину, который бежал из России в августе 1917 года, к Аллилуевым приехал Сталин. Он знал Аллилуеву с детства и якобы однажды в Баку спас её, когда та тонула. Прошло много лет с тех пор, как они видели друг друга в последний раз, и за оставшуюся часть лета 15-летняя Аллилуева и 38-летний Сталин сблизились. Открытое сожительство Сталина и Аллилуевой началось в конце февраля или начале марта 1918 года (незадолго до переезда правительства Ленина в Москву). Брак был зарегистрирован 24 марта 1919 года. Церемонии бракосочетания не было, поскольку большевики не одобряли институт брака. По утверждению её биографа Ольги Трифоновой, фамилию супруга Надежда взять отказалась и до конца жизни оставалась Аллилуевой. На момент свадьбы Сталин был 40-летним вдовцом и отцом одного сына (Якова), родившегося в 1907 году от первой жены Сталина Като Сванидзе (умершей от тифа позже в том же году).

### Профессиональная деятельность
Большевики пришли к власти в России в ноябре 1917 года (октябре 1917 года по старому стилю). Часто происходили конфликты с противниками новой власти, что после восстания Чехословацкого корпуса привело к Гражданской войне. В 1918 году столица была перенесена из Петрограда в Москву, и Аллилуева со Сталиным переехали в Москву вместе с другими большевистским лидерами. Пара поселилась в Потешном дворце Московского кремля, причем жили в отдельных комнатах. Сталин сделал Аллилуеву секретарем Наркомата по делам национальностей, который сам возглавил. А в мае взял Аллилуеву и её брата Федора с собой в Царицын, где большевики сражались с Белой армией. Аллилуева пробыла там недолго и вернулась в Москву. Поскольку Сталин участвовал в Гражданской войне, дома он появлялся редко. Гражданская война закончилась к 1921 году, а в 1922 году был основан Советский Союз.
Не желая быть зависимой от Сталина, Аллилуева перешла в секретариат Ленина, где работала под руководством Лидии Фотиевой. Это якобы раздражало Сталина, который хотел, чтобы его жена уволилась с работы и осталась дома. Аллилуевой нравилось работать с Лениным и его женой Надеждой Крупской (тоже работавшей в партии), поскольку они относились к её работе более снисходительно, нежели Сталин: например, Ленин знал, что Аллилуева бросила школу в юном возрасте, и поэтому прощал ей орфографические ошибки. Ленин был удовлетворён качеством работы Аллилуевой: например, он часто просил поручить выполнение того или иного деликатного задания именно ей.
Через несколько месяцев после рождения первенца Василия в 1921 году Аллилуеву исключили из большевистской партии в результате партийной чистки. По словам историка Олега Хлевнюка, ей с трудом удавалось сочетать семейную жизнь с профессиональной и партийной работой, и поэтому её считали «обузой, совершенно не интересующейся партийной жизнью». Хотя её приняли обратно кандидатом в члены ВКП(б) благодаря ходатайству Ленина и других партийных деятелей, полностью восстановлена в должности она была лишь в 1924 году. Аллилуева опасалась, что, если она будет работать дома, её не будут воспринимать всерьёз. Она хотела быть квалифицированным специалистом в любой роли, которую брала на себя.

…Вообще страшно много новых предрассудков. Если ты не работаешь – то уже „баба“. Хотя, может быть, не делаешь этого, потому что считаешь работу без квалификации просто не оправдывающей себя интересом к ней. А теперь, особенно когда я займусь семьёй, думать о квалификации не приходится. […] Вы даже не представляете, как тяжело работать для заработка, выполняя любую работу. Нужно обязательно иметь специальность, которая даёт возможность не быть ни у кого на побегушках, как это обыкновенно бывает в секретарской работе.— Надежда Аллилуева в письме к своей подруге Марии Сванидзе (сестре первой жены Сталина)
После смерти Ленина в 1924 году Аллилуева на короткое время перешла на работу к Серго Орджоникидзе, близкому другу Сталина и его соратнику-большевику, а затем в Международный аграрный институт при Агитпропе в качестве ассистента.
После того как Ленин умер, Сталин сменил его на посту лидера Советского Союза. Уставшая от работы и недовольная ролью супруги главы государства, Аллилуева начала искать себе другое занятие. Заинтересовавшись образованием и желая более активно участвовать в жизни партии, в 1929 году она поступила в Промакадемию на факультет текстильной промышленности, чтобы изучать синтетические волокна (которые в то время были новой технологией). Она также стала более активной на местных партийных собраниях. Поскольку Аллилуева была зарегистрирована под своей девичьей фамилией, это позволяло ей оставаться в тени. Неясно, знали ли её соратники по партийной ячейке о том, кто она такая. Однако известно, что о ней знал по крайней мере её однокурсник и лидер местной партийной организации Никита Хрущёв, которого она впоследствии познакомила с мужем. Сам Хрущёв считал, что отзывы о нём Аллилуевой предопределили его дальнейшую судьбу, а своё знакомство с Аллилуевой назвал «счастливым лотерейным билетом»:

…Когда ещё была жива Надежда Сергеевна, я уже понял, что о жизни Промышленной академии и о моей роли в борьбе за генеральную линию в академии она много рассказывала, видимо, Сталину… Это, я считаю… определило… отношение ко мне Сталина… Я вытащил счастливый лотерейный билет. И поэтому я остался в живых, когда мои сверстники… с которыми я вместе работал в партийных организациях… сложили голову как враги народа.— Хрущев Н.С. Воспоминания: Избранные отрывки. Нью-Йорк, 1979. С. 207
Аллилуева часто ездила в Промакадемию на трамвае из Кремля вместе с Дорой Хазан — женой большевика и соратника Сталина Андрея Андреева. В Академии Аллилуева общалась со студентами со всего Советского Союза. Cуществует мнение, что Аллилуева узнала о бедах населения Советского Союза, возникших в связи с коллективизацией сельского хозяйства, в том числе о голоде на Украине, и ругалась по этому поводу со Сталиным. Однако Хлевнюк заключает, что «нет абсолютно никаких веских доказательств того, что [Аллилуева] возражала против политики мужа… Её письма создают впечатление, что она, как и остальная большевистская элита, была полностью изолирована от страданий десятков миллионов людей за пределами кремлёвских стен».

### Личная жизнь
Первенец Аллилуевой и Сталина Василий родился в 1921 году. Историк Саймон Монтефиоре отмечает, что Аллилуева пошла в больницу на роды пешком, демонстрируя «большевистскую простоту». Вторым ребёнком в семье стала дочь Светлана, родившаяся в 1926 году. В 1921 году семья также приняла сына Сталина от первого брака Якова, который жил в Тифлисе у родственников своей матери. Аллилуева была всего на шесть лет старше своего пасынка, с которым у неё сложились дружеские отношения. Примерно в это же время в семье появился и Артём Сергеев — сын близкого друга Сталина Фёдора Сергеева. Фёдор погиб через четыре месяца после рождения Артёма при крушении аэровагона, и Артём стал воспитываться в семье Сталина (хотя его мать была жива и занимала руководящие должности).
Сосредоточенная на своей карьере, Аллилуева не проводила много времени со своими детьми и для присмотра за ними наняла няню Александру Бычкову. Когда же Аллилуева занималась детьми, она была довольно строгой: Светлана позже вспоминала, что в единственном письме, которое она получила от матери, та ругала её и называла ужасно непослушной, хотя Светлане было тогда всего четыре или пять лет. Тем не менее Аллилуева хотела, чтобы дети получили хорошее образование. Светлана также вспоминала, что единственным человеком, которого боялся Сталин, была Аллилуева.
В течение недели семья жила в Потешном дворце, где Аллилуева вела простой образ жизни и контролировала семейные расходы. По выходным они часто уезжали на подмосковную дачу. Рядом жили братья и сестра Аллилуевой и их семьи, и все они часто собирались. Летом Сталин отдыхал на побережье Чёрного моря недалеко от Сочи, или в Абхазии, и к нему часто присоединялась Аллилуева (хотя в 1929 году она провела там всего несколько дней, а затем вернулась в Москву на учёбу). Несмотря на то что они были порознь, они часто писали друг другу письма.
По словам её близкой подруги Полины Жемчужиной, брак Аллилуевой и Сталина был сложным и они часто ссорились. Сталин считал, что мать Аллилуевой больна шизофренией. Начальник личной охраны Сталина Карл Паукер был невольным свидетелем их ссор. «Она как кремень — сказал Паукер об Аллилуевой, — [Сталин] очень груб с ней, но даже он иногда её боится. Особенно когда улыбка исчезает с её лица». Она подозревала Сталина в супружеской измене, хотя, по словам секретаря Сталина Бориса Бажанова, «женщины не интересовали [Сталина]. Ему было достаточно собственной женщины, но он мало уделял ей внимания».
Последние годы жизни Аллилуевой были омрачены не только пренебрежением мужа, но и проблемами со здоровьем. Она страдала от «ужасных депрессий», головных болей и ранней менопаузы. Её дочь позже утверждала, что у Аллилуевой были «женские проблемы» из-за «абортов, на которые никогда не обращали внимание». Биограф Аллилуевой Ольга Трифонова утверждает со ссылкой на медицинскую карту Аллилуевой, что она перенесла в общей сложности 10 абортов. Несколько раз Аллилуева подумывала уйти от Сталина и забрать с собой детей, а в 1926 году она ненадолго переехала в Ленинград. Но Сталин позвонил ей, и она вернулась. Её племянник Александр Аллилуев позже утверждал, что незадолго до смерти Аллилуева снова планировала уйти от Сталина, но никаких других подтверждений этому нет.

Аллилуева и Сталин, 17 августа 1922

### Самоубийство

#### Последние дни
В ноябре 1932 года Аллилуевой оставалось всего несколько недель до окончания курса в Академии. Вместе со своими соотечественниками она участвовала в параде 7 ноября, посвящённом 15-й годовщине Октябрьской революции, а Сталин и дети наблюдали за ней с мавзолея Ленина на Красной площади. После окончания парада Аллилуева пожаловалась на головную боль, поэтому дети уехали на дачу за город, а она вернулась домой в Кремль.
На следующий вечер и Аллилуева, и Сталин присутствовали на ужине в честь годовщины революции, организованном в кремлёвской квартире Климента Ворошилова — близкого друга Сталина и члена Политбюро. Аллилуева обычно одевалась скромно — в стиле, соответствующем большевистской идеологии, — но на этот раз нарядилась. На ужине, на котором присутствовали высокопоставленные члены Политбюро вместе с супругами, было много алкоголя. Аллилуева и Сталин постоянно ссорились, что не было принято на подобного рода мероприятиях. Несколько источников указывают на то, что Сталин начал флиртовать с молодой женой Александра Егорова Галиной, а до этого обсуждалось, что Сталин недавно был с парикмахершей, работавшей в Кремле.
Cитуация обострилась ещё сильнее, когда Сталин поднял тост «за уничтожение врагов Советского государства», но увидел, что Аллилуева бокал не подняла. Сталин разозлился и бросил в неё чем-то для привлечения внимания (разные источники называют апельсиновую корку, окурок, кусок хлеба), попав в глаз и окликнув: «Эй!» Аллилуева огрызнулась: «Я тебе не „Эй“!», резко бросила ужин и ушла на улицу. За ней последовала Жемчужина, чтобы поддержать подругу. Две женщины вышли за Кремлевскую стену, обсуждая события ночи и заключая, что Сталин так поступил, поскольку был пьян. Затем их пути разошлись, и Аллилуева вернулась домой в Кремль.
Дальнейшие события до конца не ясны, но рано утром 9 ноября 31-летняя Аллилуева, будучи одна в своей комнате, выстрелила себе в сердце и умерла мгновенно. Аллилуева застрелилась из пистолета Walther PP, незадолго до этого подаренного ей её братом Павлом Аллилуевым. Тот привёз пистолет из Берлина сестре в подарок. Она попросила его об этом, утверждая, что одной в Кремле может быть опасно и ей нужна защита.

#### Прощание и похороны
Официальная партийная газета «Правда» сообщила о смерти Аллилуевой в номере от 10 ноября:

ЦК ВКП(б) с прискорбием доводит до сведения товарищей, что ночь на 9 ноября скончалась активный и преданный член партии тов. Надежда Сергеевна Аллилуева.— Правда. — 10 ноября 1932 года. — № 310 (5475). — С. 2.
Там же был напечатан официальный некролог, а в «Литературной газете» — коллективное соболезнование Сталину от лица писателей с необычной припиской Б. Пастернака:

Присоединяюсь к чувству товарищей. Накануне глубоко и упорно думал о Сталине, как художник — впервые. Утром прочёл известье. Потрясён так, точно был рядом, жил и видел.— Литературная газета. — 17 ноября 1932 года.
Сталин и другие лидеры решили, что объявлять о самоубийстве Аллилуевой неуместно, поэтому причиной смерти был назван аппендицит. Это объявление стало неожиданностью для многих в Советском Союзе — в том числе потому, что это стало первым публичным признанием того, что Сталин был женат. Детям истинную причину её смерти тоже не сообщили.
Для церемонии прощания тело Аллилуевой в открытом гробу выставили на верхнем этаже ГУМа, на прощании и похоронах присутствовали Сталин и Василий. К прощанию были допущены правительственные и партийные чиновники, но широкая общественность не допускалась. Похороны состоялись 12 ноября. Сталин принял участие в 6-километровом траурном шествии с гробом Аллилуевой от ГУМа до Новодевичьего кладбища (но сохранившиеся источники расходятся в оценках того, какую часть маршрута он прошёл).

#### Последствия
Смерть Аллилуевой оказала глубокое влияние на её детей и семью:
- Рассказы современников и письма Сталина свидетельствуют о том, что он был глубоко встревожен этим событием[78][79]. Историк Геннадий Костырченко утверждает, что самоубийство Аллилуевой оказало сильное негативное воздействие на его психику[85]. Дочь Аллилуевой Светлана отмечала, что смерть жены Сталин расценил как предательство, разочаровался в людях и ожесточился[85]. После смерти Аллилуевой Сталин переехал из резиденции в Кремле на ближнюю дачу, где жил до своей смерти. По утверждению дочери Аллилуевой Светланы, после похорон Сталин ни разу не посещал могилу жены[82].
- Отец Аллилуевой Сергей после её смерти стал замкнутым. Он написал мемуары, которые были опубликованы в 1946 году после серьёзного редактирования. Он умер от рака желудка в 1945 году[86]. Мать Аллилуевой Ольга дожила до 1951 года и умерла от сердечного приступа[87].
- Дочь Аллилуевой Светлана узнала о причине смерти матери лишь в 1942 году, прочитав статью в английском журнале. Это откровение стало для неё шоком и изменило отношения с отцом, который потворствовал лжи о смерти её матери в течение десяти лет[88]. Она отстранилась от Сталина вплоть до самой его смерти, а в 1957 году сменила данную ей при рождении фамилию Джугашвили на фамилию матери[89]. Светлана бежала из Советского Союза в 1967 году и умерла в Соединенных Штатах в 2011 году[90].
- Сильно пострадал и сын Аллилуевой Василий: хотя Аллилуева и не играла большой роли в воспитании детей, но проявляла интерес к их благополучию. После её смерти Сталин души не чаял в Светлане, но практически игнорировал Василия, который с юных лет пристрастился к алкоголю[91], а после смерти Иосифа Сталина был сослан в Казань[92], где скончался от алкогольной зависимости в 1962 году[93][94]. Сам Василий описывал то влияние, которое оказала на него смерть Аллилуевой, следующим образом:

…Оставшись без матери и не имея возможности воспитываться под постоянным наблюдением отца, я, по сути дела, рос и воспитывался в кругу мужчин (охраны), не отличавшихся нравственностью и воздержанностью. Это наложило отпечаток на всю последующую мою жизнь и характер. Рано стал курить и пить. <...> С момента окончания [лётного] училища для меня разговор с отцом, как с отцом, почти перестал существовать. Каждая встреча превращалась в разговор о ВВС.— Василий Сталин, цитата по книге Зенькович Н. А. Тайны ушедшего века: Лжесвидетельства. Фальсификации. Компромат (Досье). — М.: Олма-Пресс, 1999.

## Память

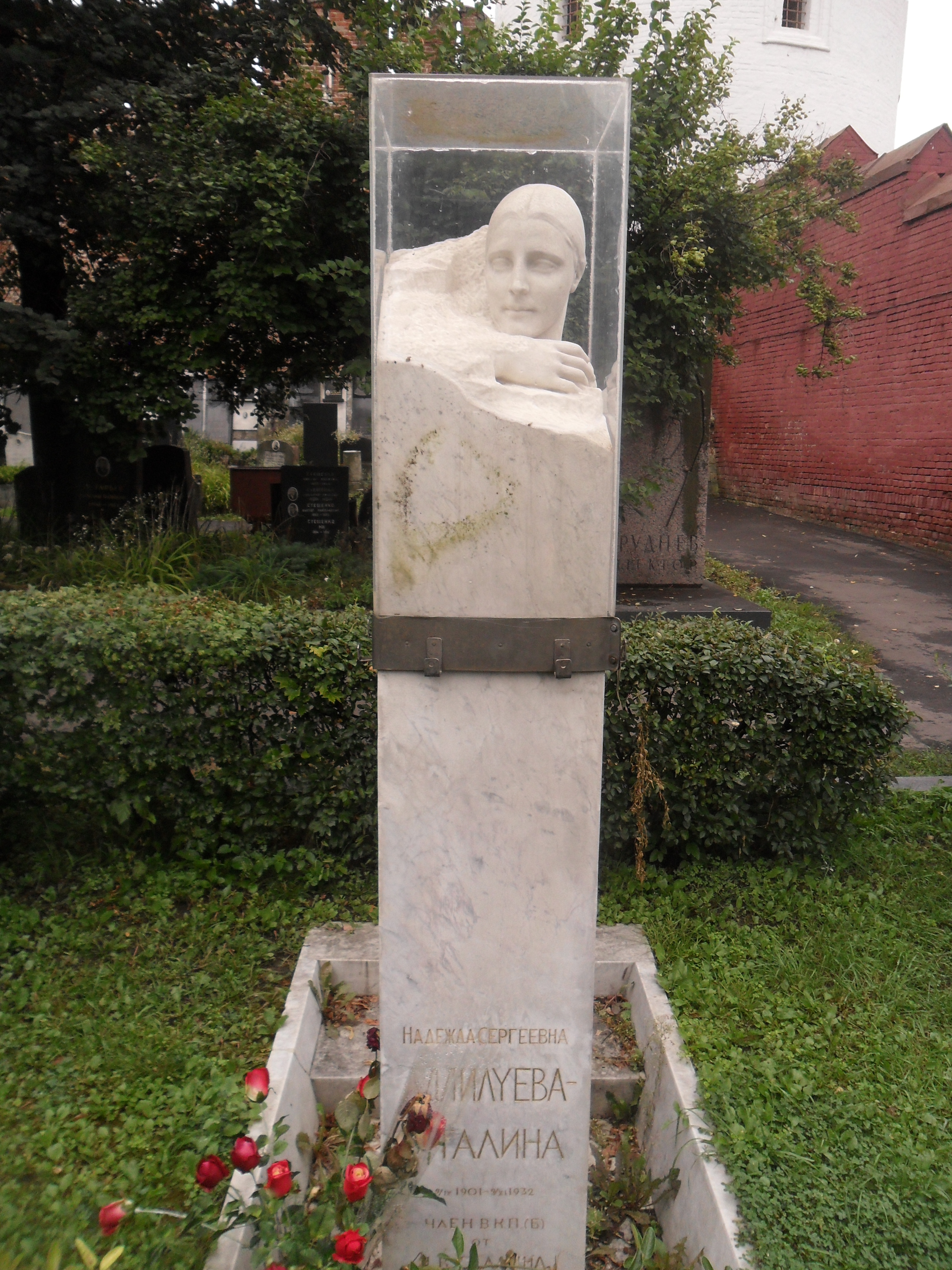
Могила Аллилуевой на Новодевичьем кладбище

В 1933 году на её могиле был поставлен памятник из белого мрамора с надписью: «Надежда Сергеевна Аллилуева-Сталина / 9/IX 1901 — 9/XI 1932 / член В.К.П.(Б) / от И. В. Сталина». Автор надгробия — И. Д. Шадр, архитектор — И. В. Жолтовский. В последнее время памятник Аллилуевой был накрыт плексигласовым коробом, т.к. этот тип мрамора разрушается в условиях московской погоды. У основания памятника раньше лежала чугунная роза. Ныне[уточнить] на кладбище установлена копия скульптуры, подлинник находится в Третьяковской галерее.

## Киновоплощения
- 1979 — «Staline-Trotsky: Le pouvoir et la révolution» (Николь Шоссон)
- 1990 — «Враг народа Бухарин» (Марина Либакова-Ливанова)
- 1992 — «Сталин». (Джулия Ормонд)
- 2006 — «Жена Сталина». (Ольга Будина)
- 2006 — «Сталин. Live» (Надежда Бахтина)
- 2013 — «Сын отца народов» (Ольга Тенякова)
- 2017 — «Власик. Тень Сталина» (Татьяна Паршина)

## Комментарии
1. ↑  Задокументирована характеристика, которую Фотиева дала Аллилуевой в 1967 году в беседе с писателем Александром Беком[31]: 
     БЕК: Вот у вас работала Надежда Сергеевна. Какова она была из себя? 
     ФОТИЕВА: Красивая, очень красивая. Грузинские глаза (дед — грузин), почти всегда красивая, но иногда неинтересная. Вдруг проступало что-то грубое. Сталин с ней бывал очень груб. 
     БЕК: Что значит груб? Как именно? «Убирайся вон»? «Пошла к черту»? Так? 
     ФОТИЕВА: Нет, это не грубость. Между прочим, Сталин всегда говорил тихо.
2. ↑  Коллеги Аллилуевой по совместной работе в секретариате Ленина М.Володичева, Ш.Манутарьянц, Е.Лепешинская и М.Глессер дали работе Аллилуевой следующую характеристику: 
     «В 1919 году 18-летняя Надя Аллилуева пришла работать в Совнарком, в секретариат Владимира Ильича. Всю свою энергию, все свои молодые силы и безграничную преданность делу Надя вкладывала в эту работу. С утра до ночи, а зачастую и целые ночи напролет, просиживала за машинкой, за шифрованием и расшифровкой телеграмм в годы гражданской войны, у прямого провода. Ей поручалась самая секретная, ответственная работа в секретариате Владимира Ильича. Работала она прекрасно — точная, исполнительная, аккуратная до самых мелочей. Владимир Ильич очень ценил Надю и часто, давая какие-нибудь поручения, за которыми надо было особенно проследить, говорил: „Поручите это Аллилуевой, она это сделает „хорошо“»[31].
3. ↑  Для того, чтобы Аллилуеву приняли обратно в партию, Ленин 20 декабря 1921 года продиктовал по телефону в Центральную комиссию по очистке партии Петру Залуцкому и Арону Сольцу следующее ходатайство в поддержку Аллилуевой[31]: 
     «До меня дошло известие об исключении из партии Надежды Сергеевны Аллилуевой. Лично я наблюдал ее работу как секретарши в Управлении делами СНК, т.е. очень близко. Считаю, однако, необходимым указать, что всю семью Аллилуевых, т.е. отца, мать и двоих дочерей, я знаю с периода до Октябрьской революции. В частности, во время июльских дней, когда мне и Зиновьеву приходилось прятаться и опасность была очень велика, меня прятала именно эта семья, и все четверо, пользуясь полным доверием тогдашних большевиков-партийцев, не только прятали нас обоих, но и оказывали целый ряд конспиративных услуг, без которых нам бы не удалось уйти от ищеек Керенского. 
     Очень может быть, что ввиду молодости Надежды Сергеевны Аллилуевой это обстоятельство осталось неизвестным комиссии. Я не знаю также, имела ли возможность комиссия при рассмотрении дела о Надежде Сергеевне Аллилуевой сопоставить сведения об ее отце, который работал в разнообразных функциях по содействию партии задолго до революции, оказывая, как я слышал, серьезные услуги нелегальным большевикам при царизме. Считаю долгом довести эти обстоятельства до Центральной комиссии по очистке партии».
4. ↑  Такую оценку даёт письму своей матери сама Светлана Аллилуева в мемуарах «Двадцать писем к другу», утверждая, что там нет «ни слова ласки»[54]. Фактически письмо представляет собой родительское наставление, написанное в 1931 или 1932 году, в котором Аллилуева в милой форме журит свою дочь. По нему можно сделать вывод, что Аллилуева действительно пыталась быть строгой со своими детьми. Вот оригинальный текст этого письма (орфография и пунктуация сохранены)[55]: 
     «Здравствуй, Светланочка! 
     Вася мне написал, что  девочка что-то пошаливает усердно. Ужасно скучно получать такие письма про девочку. Я думала, что оставила  девочку  большую, рассудительную, а она, оказывается,  совсем маленькая  и, главное, не  умеет жить по-взрослому.  Я тебя прошу, Светланочка, поговорить с Н.К. [Наталия Константиновна, гувернантка детей Сталина], как бы так наладить все дела твои, чтобы я больше таких писем не получала. Поговори обязательно и напиши мне, вместе с Васей  или Н.К. письмо  о  том, как вы договорились обо  всем. Когда мама уезжала, девочка  обещала  очень, очень много, а оказывается, делает мало. 
     Так ты обязательно мне ответь, как ты решила жить дальше, по серьезному или как-либо иначе. 
     Подумай как следует, девочка уже большая и умеет думать. Читаешь ли ты что-нибудь на русском языке? Жду от девочки ответ. 
     Твоя мама»
5. ↑  Внук Аллилуевой Александр Бурдонский в интервью газете «Вечерняя Москва» отмечал следующее: 
     «Как-то в пятидесятые годы сестра бабушки, Анна Сергеевна Аллилуева, передала нам сундук, где хранились вещи Надежды Сергеевны. Меня поразила скромность ее платьев. Старая кофта с заплатами под мышкой, поношенная юбка из темной шерсти, а с изнанки вся в заплатах»[31].
6. ↑  Официальная партийная газета «Правда» описывает то, как проходила церемония прощания с телом Аллилуевой в заметке от 12 ноября 1932 года следующим образом: 
     «С утра сюда, в зал, к гробу, течёт с  Красной площади людская волна. Её истоки — на московских заводах, фабриках, в учреждениях, в вузах и красноармейских казармах. Все спешат отдать последний долг Надежде Сергеевне. Ведь вот скоро, в час дня, доступ в зал будет прекращён. Красная площадь постепенно заполняется партийными, рабочими и вузовскими организациями. Знамёна перевиты черными траурными лентами. Доступ к гробу прекращён. В зале остаются родственники, ближайшие товарищи и друзья покойной, представители партийных и советских учреждений. Входят т. Сталин, Молотов, Каганович, Калинин, Ворошилов, Орджоникидзе, Постышев, Киров, Андреев, Микоян, Енукидзе, Литвинов, Сулимов, Яковлев, все члены Реввоенсовета. В почётном карауле в последней смене: Молотов, Ворошилов, Каганович, Микоян. 
     2 ч. 30 мин. С гроба снимают венки. Траурный марш оркестра сменяется «Интернационалом». Тт. Ворошилов, Молотов, Каганович, Постышев, Андреев, Енукидзе, Яковлев выносят гроб к катафалку. 
     Манежная — Волхонка — Кропоткинская — Зубовская — Большая Пироговская — Новодевичье кладбище. Улицы, площади, переулки запружены народом. Последние прощальные слова у могилы произнёс секретарь ЦК и МК тов. Каганович: 
     — Мы хороним одного из лучших, преданнейших членов нашей партии… Выросшая в семье старого большевика-пролетария, проведшая после революции долгие годы в обстановке величайшей преданности делу рабочего класса, Надежда Сергеевна была органически связана с рабочим движением, с нашей партией. Как в годы гражданской войны, так и в последующие годы Надежда Сергеевна была верным бойцом рабочего класса. Как член партии, как человек… отличалась прекрасными качествами чуткого и отзывчивого товарища. Она отличалась скромностью и особой требовательностью к себе. 
     Надежда Сергеевна оставила в наших сердцах лучшую память о себе, как активный работник партии, как человек и товарищ, как верный друг того, кто руководит величайшей борьбой пролетариата за победу социализма. 
     Мы, близкие друзья и товарищи, понимаем тяжесть утраты тов. Сталина, и мы знаем, какие обязанности это возлагает на нас в отношении к тов. Сталину. 
     Мы, большевики, в моменты потерь ещё больше напрягаем свою волю к борьбе. Будем же крепче бороться за те идеалы, за которые боролась Надежда Сергеевна Аллилуева»[80].